# Singkil Kulon
Singkil Kulon is een bestuurslaag in het regentschap Purworejo van de provincie Midden-Java, Indonesië. Singkil Kulon telt 454 inwoners (volkstelling 2010).